# Extravaganz
Extravaganz (französisch extravagance) ist ein substantiviertes Lehnwort des Adjektives extravagant für „in ausgefallener und oder in übertriebener, überspannter Weise bewusst abweichend und dadurch auffallend“. Durch Paul Ricœur erhielt der Begriff einen Platz in der philosophischen und biblischen Hermeneutik.

## Wortbedeutung
Das Adjektiv extravagant ‘außergewöhnlich, ausgefallen, überspannt’ wurde im 18. Jahrhundert aus dem Französischen entlehnt und geht auf das mittellateinische extravagans zurück (lateinisch extrā ‘außerhalb’ und vagārī ‘umherschweifen, unstet sein’, vgl. auch Vagabund) und stand auch für „ausschweifend“. Im Plural wurden als extravagantes die außerhalb des bereits kodifizierten kanonischen Rechts bestehenden päpstlichen Verordnungen bezeichnet. Das Verb extravagieren stand auch für 'ab-, ausschweifen; ungereimt handeln, sich albern benehmen'.
Extravaganza ist seit der zweiten Hälfte des 19. Jahrhunderts eine Bezeichnung für ein Ausstattungsstück im US-amerikanischen Unterhaltungstheater vor allem am Broadway und der ist Name des vierten Albums der britischen Rockgruppe Stackridge. 

## Extravaganz in der biblischen Hermeneutik
Der französisch-US-amerikanische Philosoph Paul Ricoeur hat den Begriff der Extravaganz in die Exegese der Gleichnisse Jesu eingeführt. In seinem Aufsatz "Biblische Hermeneutik" greift Ricoeur dabei auf die von ihm entwickelte strukturalistische Hermeneutik zurück. Jesus erschließe in seinen Gleichnissen durch Elemente einer Extravaganz neue Handlungsweisen in Bezug auf die von Christen erwartete Ankunft des Reiches Gottes. "Die Extravaganz entsteht und führt zu einem Konflikt der Weltdeutungen, und der neue Sinn entsteht, indem man auf die Lehre oder das Symbol des Reiches Gottes Bezug nimmt. Dieser Horizont führt dazu, dass die Gleichnisse nicht zu einem einfachen, logischen Widerspruch geworden sind, sondern zu Widersprüchen, die Sinn produzieren. (...) Diese Herangehensweise führt dazu, dass eine dynamische Struktur aufgedeckt wird, die auch in anderen Bereichen der Wirklichkeit anwesend ist." Im deutschen Sprachraum hat Hubert Frankemölle den Ansatz Ricœurs systematisch für die Auslegung der Gleichnisse Jesu rezipiert.